# Charles Dupaty
Pour les articles homonymes, voir Dupaty.
 (mars 2012).
Charles Dupaty, né Louis-Marie-Charles-Henri Mercier Dupaty à Bordeaux le 29 septembre 1771 et mort à Paris le 12 novembre 1825, est un sculpteur français.

## Biographie
Charles Dupaty est le fils aîné du magistrat bordelais Jean-Baptiste Mercier Dupaty et de Marie Louise Adélaïde Fréteau. Il est le frère aîné de l'écrivain Emmanuel Dupaty.
Charles Dupaty est destiné à la magistrature, mais préfère finalement les arts. Il étudie la sculpture à l'École des beaux-arts de Paris dans l'atelier de François-Frédéric Lemot et obtient le premier grand prix de Rome en sculpture de 1799 avec Périclès venant visiter Anaxagoras. Il choisit d'aller se perfectionner en Italie et est nommé à son retour membre de l'Institut de France en 1816, puis professeur à l'École des beaux-arts de Paris le 16 avril 1823 en remplacement de Jean-Antoine Houdon.

## Œuvres dans les collections publiques
Aux États-Unis
- New York, musée d'art Dahesh :
  - Comte de Vaublanc, vers 1820, buste en marbre[4] ;
  - Mme Potter, née Vaublanc, vers 1820, buste en marbre[5] ;

En France
- Compiègne, parc du château de Compiègne : Philoctète blessé, 1810, statue en marbre ;
- Lille, palais des beaux-arts : Paysage avec figures, dessin à la pierre noire ;
- Orléans, jardin des plantes : Cadmos combattant le serpent de la fontaine de Dircé[6],[7] ;
- Paris, jardin des plantes : Vénus genitrix, 1810, statue en marbre ;
- Paris, musée du Louvre : Biblis mourante changée en fontaine, 1819, statue en marbre ;
- Paris, place des Vosges, square Louis-XIII : Monument à Louis XIII, 1816, statue équestre en marbre, réalisée par Jean-Pierre Cortot ;
- Versailles, châteaux de Versailles et de Trianon :
  - Charles Victoire Emmanuel Leclerc, général en chef (1772-1802), Salon de  1812, statue en marbre ;
  - Vénus devant Pâris, 1822, statue en marbre.

## Salons
- 1812 : Charles Victoire Emmanuel Leclerc, statue.

## Galerie

Œuvres de Charles Dupaty
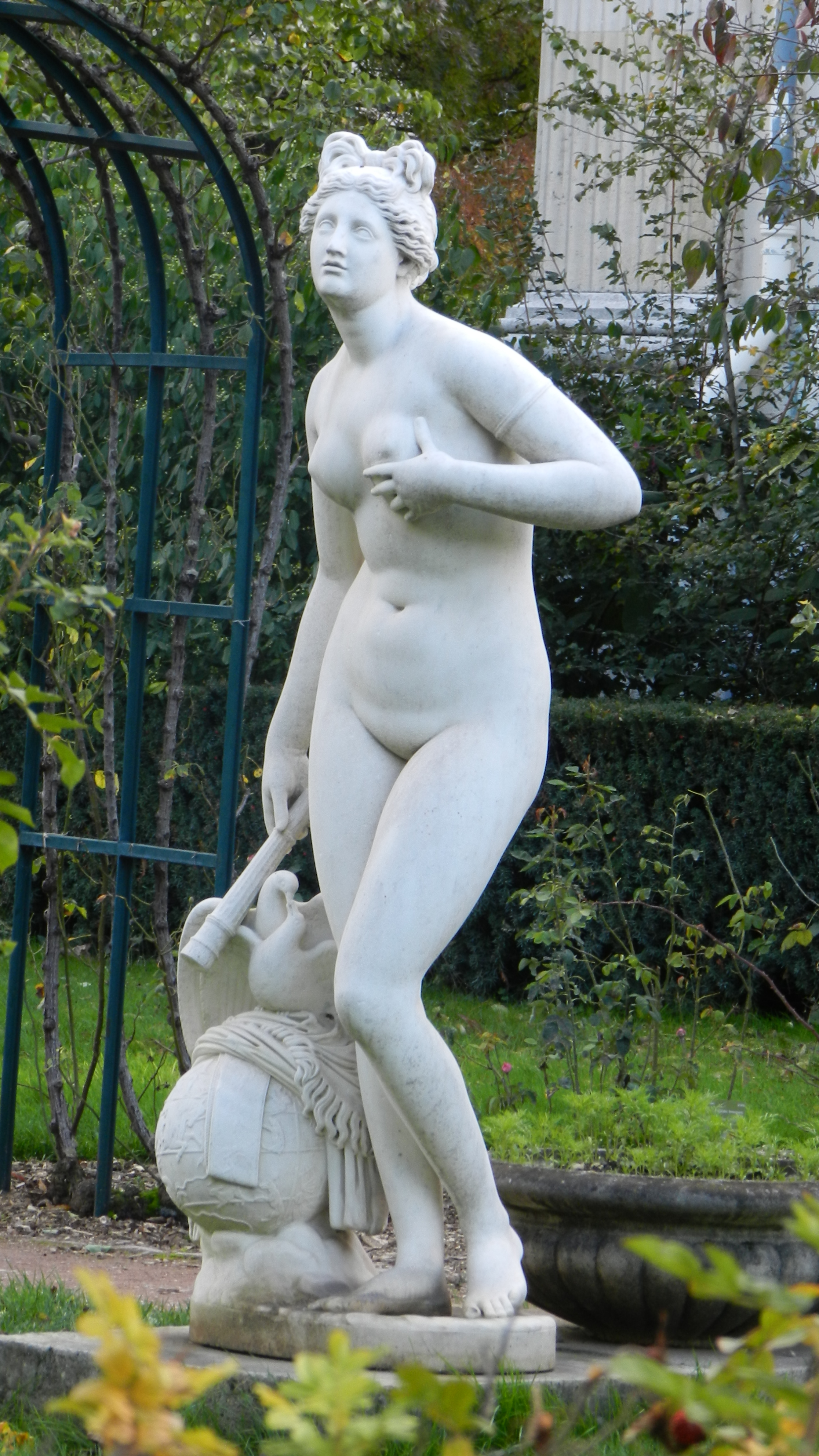
Vénus genitrix (1810), jardin des plantes de Paris.
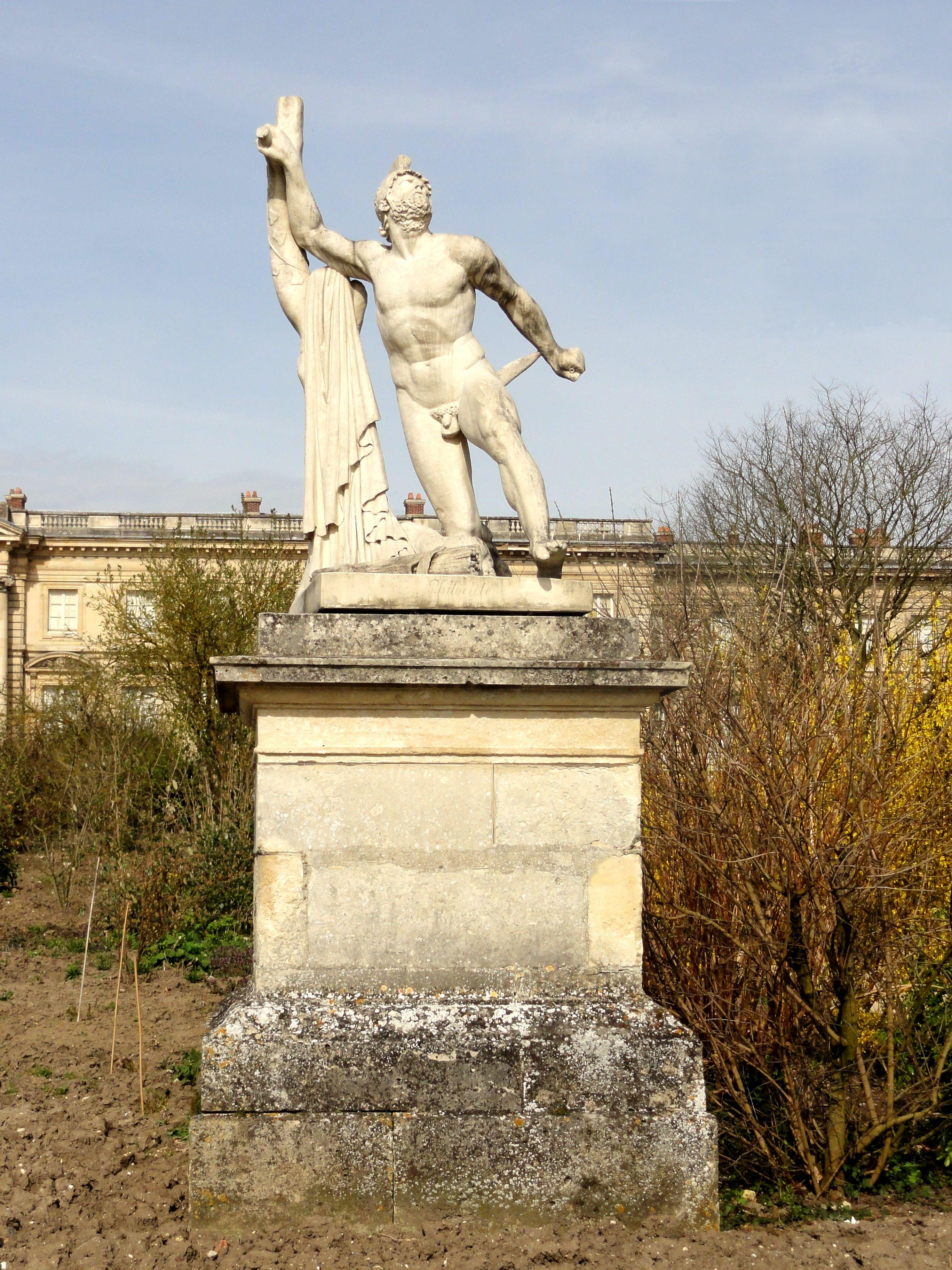
Philoctète blessé (1810), parc du château de Compiègne.
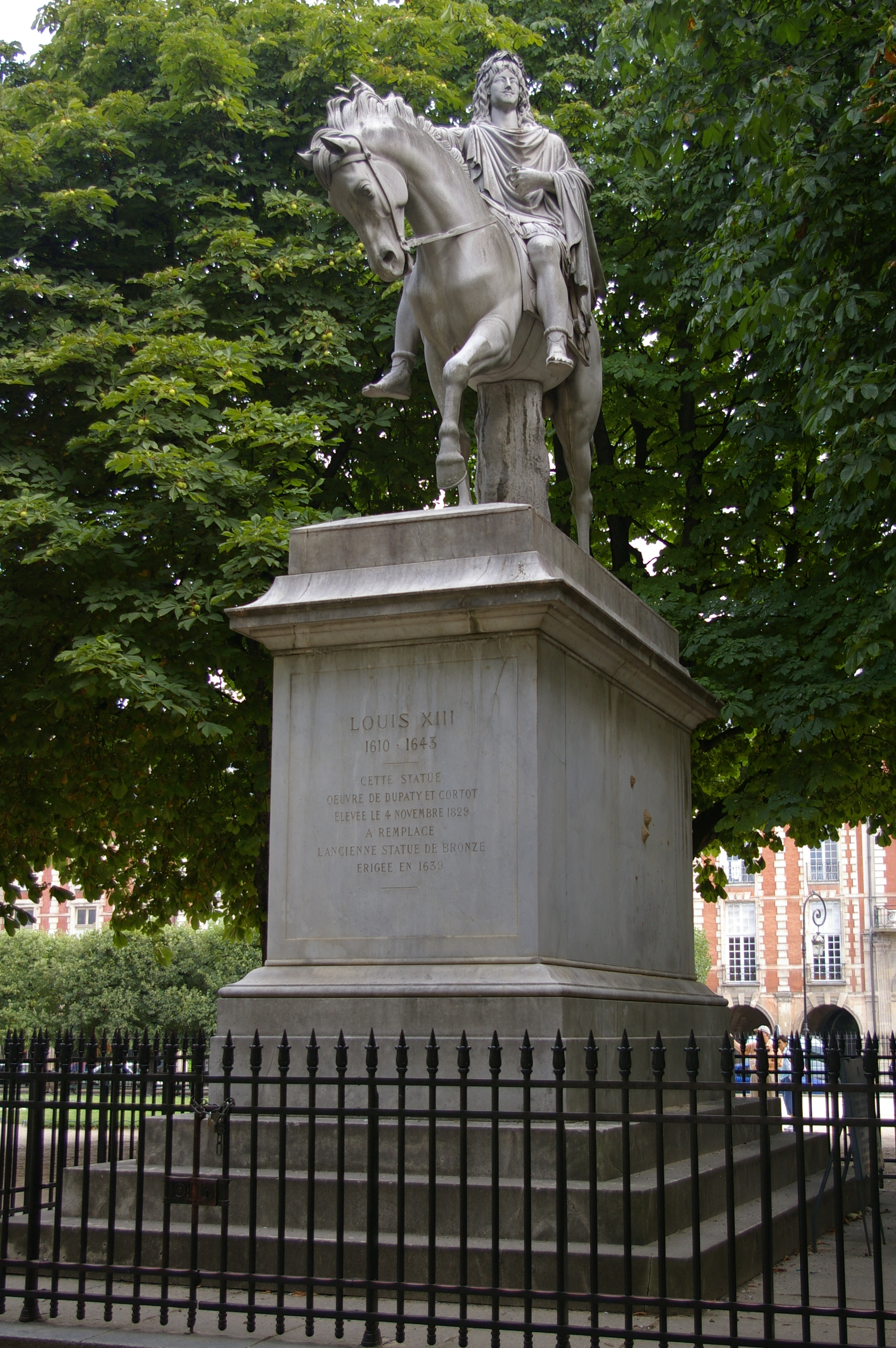
Monument à Louis XIII (1816), Paris, place des Vosges.

## Élèves
- Antoine Étex (1808-1888), second prix de Rome en 1832.